# Dick van Hemmen
Dirk Hendrik Anthonie (Dick) van Hemmen (Wageningen, 11 mei 1950) is een Nederlands politicus van het CDA.
Zijn jeugd bracht hij door in de Betuwe waar zijn vader bedrijfsleider was van een proefboerderij. Na de hbs in Arnhem vervolgde hij zijn studie aan de landbouwhogeschool in zijn geboorteplaats. Daarna werkte Van Hemmen in de Noordoostpolder als docent, adjunct-directeur en locatiedirecteur in het agrarisch onderwijs. In 1991 werd hij lid van de Gedeputeerde Staten van Flevoland en vanaf mei 2002 was Van Hemmen de burgemeester van Nunspeet. Eind mei 2016 werd hij opgevolgd door Breunis van de Weerd.